# Richard Réti
Richard Réti (* 28. Mai 1889 in Pezinok nahe Pressburg; † 6. Juni 1929 in Prag) war ein deutschsprachiger österreichisch-ungarischer, nach dem Zerfall der Donaumonarchie tschechoslowakischer Schachmeister. Sein älterer Bruder war der Pianist und Komponist Rudolph Reti.

## Leben
Rétis Vater Samuel Réti (1853–1904) war ein jüdischer Arzt, der sich auf die Behandlung von Geschlechtskrankheiten spezialisierte. 1890 kam die Familie von Pezinok nach Wien, wo Réti nach seinem Abschluss am Gymnasium ein Mathematikstudium begann. Bald widmete er jedoch dem Schachspiel mehr Zeit als dem Studium. Als er im Wiener Café Central seine Seminararbeit vergaß und nicht mehr wiederfand, gab er die Mathematik endgültig auf und wurde professioneller Schachspieler.
Savielly Tartakower sagte über diese Zeit:
Réti studiert Mathematik, ohne trockener Mathematiker zu sein, vertritt Wien ohne Wiener zu sein, ist gebürtiger Alt-Ungar ohne Ungarisch zu können, redet ungemein rasch, um desto bedächtiger zu handeln, und wird noch der beste Schachspieler, ohne Weltmeister zu sein. Er ist eben ein forschender Künstler, der sich mehr mit dem „Warum“ der Dinge als mit deren Wesen beschäftigt ...
Im Gegensatz zu anderen Schachmeistern war Réti trotz unbestrittenen Talents kein „Wunderkind“, sondern musste für seine späteren Ergebnisse sehr viel arbeiten. Durch Selbststudium und Praxis steigerte er seine Spielstärke von 1908 bis 1912 beträchtlich. In seinem ersten internationalen Turnier (Wien 1908) erreichte er lediglich 3 Remis aus 19 Partien, im zweiten waren es 5,5 Punkte von 10. In den folgenden Jahren schloss er eine enge Freundschaft mit dem sehr begabten Gyula Breyer, einem der späteren „Mitstreiter“ der Hypermodernen Schachschule.

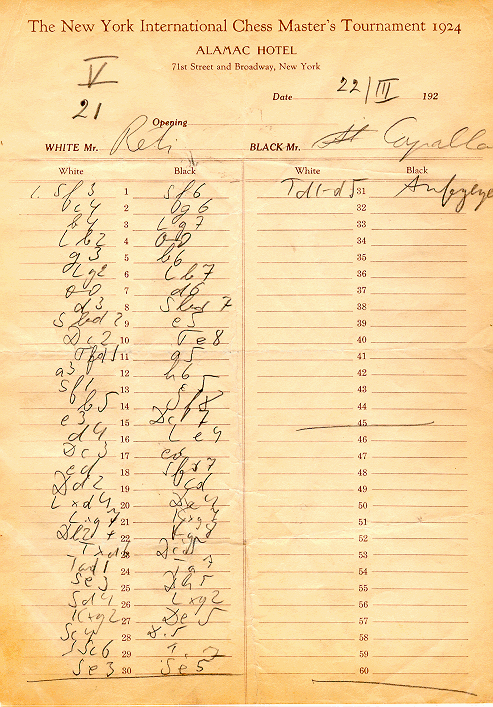
Partieformular von Rétis Sieg gegen Capablanca, New York 1924

Während des Ersten Weltkrieges stand das internationale Schachleben still, Réti war nur bei lokalen Turnieren aktiv. Ende des Krieges zog er nach Prag. Réti kritisierte ähnlich wie sein Zeitgenosse Aaron Nimzowitsch die dogmatische Spielweise der älteren Meister. Dabei ging Réti allerdings nicht so aggressiv vor wie Nimzowitsch, der sich publizistische Fehden mit Siegbert Tarrasch, dem Verfechter des alten, dogmatischen Stils lieferte.
Rétis Sieg gegen Weltmeister José Raúl Capablanca in New York 1924 war ein wichtiger Schritt in der Propagierung der Hypermodernen Ideen im Schach. Die Réti-Eröffnung – (1. Sg1–f3 d7–d5 2. c2–c4) – ist viel gespielt worden, und die ihr zugrunde liegenden Ideen der indirekten Kontrolle des Zentrums gehören heute zum Wissen jedes guten Schachspielers. Selbige Partie beendete gleichzeitig Capablancas seit 1916 bestehende Serie der Ungeschlagenheit.
Im Jahr 1925 stellte Réti einen Weltrekord im Blindsimultan an 29 Brettern auf. Er gewann 21 Partien, hielt 6 remis und verlor nur 2.
Réti nahm mit der tschechoslowakischen Nationalmannschaft an der Schacholympiade 1927 in London teil und erreichte das drittbeste Einzelergebnis aller Teilnehmer.
Réti leistete beachtliche Beiträge zur Schachtheorie und war Autor von mehreren Schachbüchern: Die neuen Ideen im Schachspiel (1922) und Die Meister des Schachbretts (1930) sind Klassiker.
Seine beste historische Elo-Zahl betrug 2710. Diese erreichte er im Dezember 1920.
Während des Moskauer Schachturniers 1925 lernte Réti Rogneda Sergejowna Gorodetskaja, eine Tochter des russischen Dichters Sergei Mitrofanowitsch Gorodezki kennen. Das Paar heiratete im darauf folgenden Jahr an Rétis 37. Geburtstag. Im Alter von nur 40 Jahren starb Réti in Prag an Scharlach. Seine Urne ist im Familiengrab in der Alten Jüdischen Abteilung des Wiener Zentralfriedhofs beerdigt (Tor 1, Gruppe 51, Reihe 5, Nr. 34).

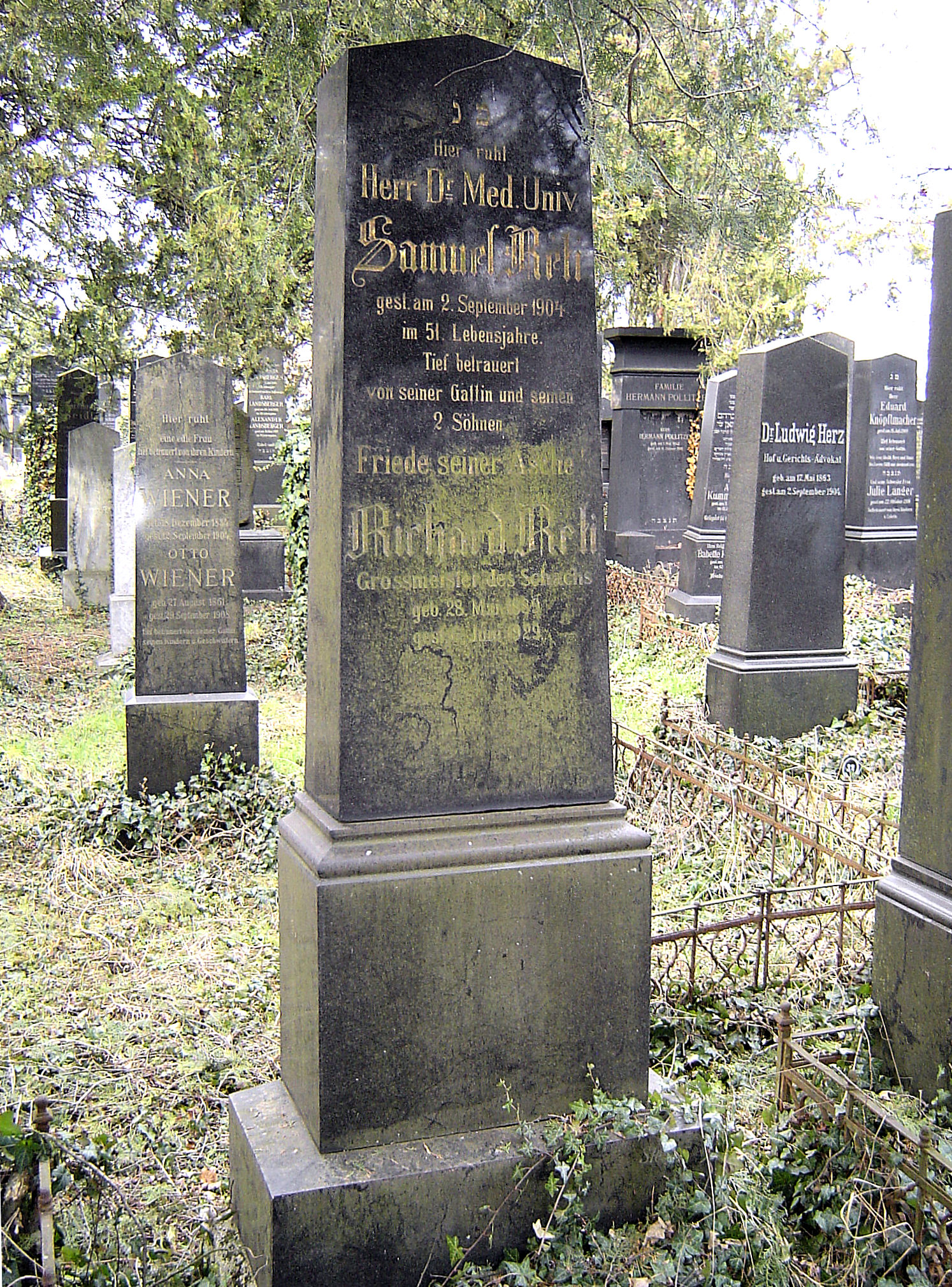
Rétis Grab auf dem jüdischen Friedhof in Wien

## Partien (Auswahl)
- Réti – Tartakower, Wien 1910
- Réti – Aljechin, Baden-Baden 1925

## Endspielstudien

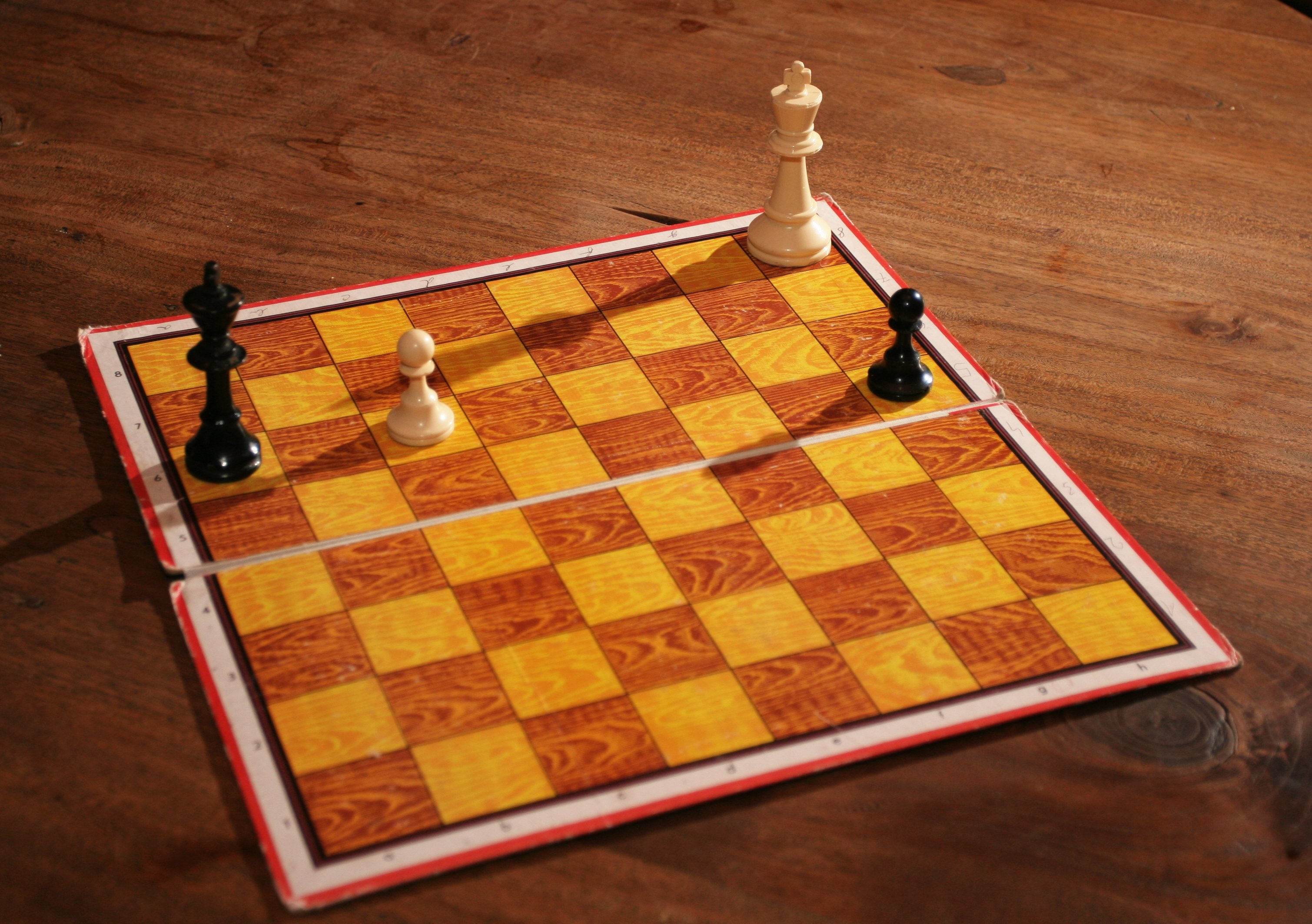
Rétis bekannteste Studie: das Réti-Manöver

Von Richard Réti sind 53 Endspielstudien bekannt. In dem postum durch Mandler veröffentlichten Werk, das Réti selbst noch vorbereitet hatte, sind in Band 2 alle Studien genannt, auf die er den Anspruch auf Autorenschaft erhob. Offenbar gibt es aber auch Schachstellungen darunter, die er (z. B. auf Vorträgen) einem Publikum gezeigt hatte und die dann fälschlich ihm zugeordnet wurden.
Rétis Genialität zeigt sich in seinen tiefsinnigen Ideen. Einigen seiner Studien gab er bewusst eine Form, die heutzutage in der Schachkomposition als inkorrekt angesehen würde, weil ihre Lösung nicht eindeutig verläuft (Nebenlösung, Dual). Er vertrat die Auffassung, dass die Partienähe der Studie wichtiger sei als ein eindeutiges Spiel. In Unkenntnis dieser Auffassung haben einige Komponisten später diese Studien überarbeitet, um ihren Anspruch auf Korrektheit durchzusetzen. Freilich verloren die Studien dadurch an Partienähe.
Die Darstellung des Réti-Manövers ist wohl sein berühmtestes Werk. Aber auch folgende Studie ist weltbekannt und ein hervorragendes Beispiel für die von ihm vertretenen Ansichten zur Studienkomposition.
|   | a | b | c | d | e | f | g | h |   |
| 8 |   |   |   |   |   |   |   |   | 8 |
| 7 |   |   |   |   |   |   |   |   | 7 |
| 6 |   |   |   |   |   |   |   |   | 6 |
| 5 |   |   |   |   |   |   |   |   | 5 |
| 4 |   |   |   |   |   |   |   |   | 4 |
| 3 |   |   |   |   |   |   |   |   | 3 |
| 2 |   |   |   |   |   |   |   |   | 2 |
| 1 |   |   |   |   |   |   |   |   | 1 |
|   | a | b | c | d | e | f | g | h |   |

Um die Lösung zu verstehen, sollte man wissen, dass nach 1. Td4–d1 d5–d4 eine Stellung gegenseitigen Zugzwangs entsteht: Weiß am Zug kann nur Remis erreichen, aber Schwarz am Zug verliert, weil er die Opposition aufgeben muss.

Lösung:

1. Td4–d3(d2) d5–d4

2. Td3(d2)-d1! Kc5–d5

3. Kc7–d7 Kd5–e4 Nach 3. … Kd5–c4 gewinnt Weiß analog mit 4. Kd7–e6 Kc4–c3 5. Ke6–e5 d4–d3 6. Ke5–e4 d3–d2 7. Ke4–e3.

4. Kd7–c6 Ke4–e3

5. Kc6–c5(b5) d4–d3

6. Kc5(b5)-c4 d3–d2

7. Kc4–c3 und Gewinn